# Vergigny
Vergigny ist eine französische Gemeinde mit 1.501 Einwohnern (Stand: 1. Januar 2022) im Département Yonne in der Region Bourgogne-Franche-Comté; sie gehört zum Arrondissement Auxerre und zum Kanton Saint-Florentin.

## Geographie
Vergigny liegt etwa 18 Kilometer nordnordöstlich von Auxerre. Der Canal de Bourgogne fließt am Nordrand der Gemeinde, eben so wie der kleine Fluss Armançon, entlang. Umgeben wird Vergigny von den Nachbargemeinden Saint-Florentin im Norden, Chéu im Osten und Nordosten, Ligny-le-Châtel im Osten und Südosten, Pontigny im Süden, Rouvray im Süden und Südwesten, Héry im Südwesten sowie Mont-Saint-Sulpice im Westen.
Durch die Gemeinde verläuft die Route nationale 77. 

## Bevölkerungsentwicklung
| Jahr                      | 1962 | 1968 | 1975 | 1982 | 1990 | 1999 | 2006 | 2013 | 2014 |
| Einwohner                 | 0625 | 0610 | 1402 | 1421 | 1487 | 1508 | 1530 | 1565 | 1519 |
| Quelle: Cassini und INSEE |      |      |      |      |      |      |      |      |      |

## Sehenswürdigkeiten
- Kirche Saint-Gervais und Saint-Protais
- Kirche Saint-Jacques-le-Majeur im Ortsteil Rebourseaux
- Kirche Saint-Pierre-ès-Liens im Ortsteil Bouilly